# Сон Мён Сун
Сон Мён Сун (кор. 손명순?, 孫命順?; род. 29 января 1929 года, Кимхэ, Кёнсан-Намдо, Генерал-губернаторство Корея — 7 марта 2024 года, Сеул, Республика Корея) ― супруга президента Республики Корея Ким Ён Сама, первая леди Республики Корея с 25 февраля 1993 по 24 февраля 1998 года.

## Биография
Сон Мён Сун родилась 29 января 1929 года в Кимхэ, Кёнсан-Намдо, Генерал-губернаторство Корея в семье Сон Санхо и Ким Гыни. У неё было две младшие сестры, которые умерли в раннем возрасте, а её биологическая мать скончалась в 1935 году. Позже его отец женился на Гам Доксун, и у них родились еще два сына и шесть дочерей. Её отец Санхо управлял крупнейшей резиновой фабрикой в Йоннаме и был известен как «Масан чеболь».

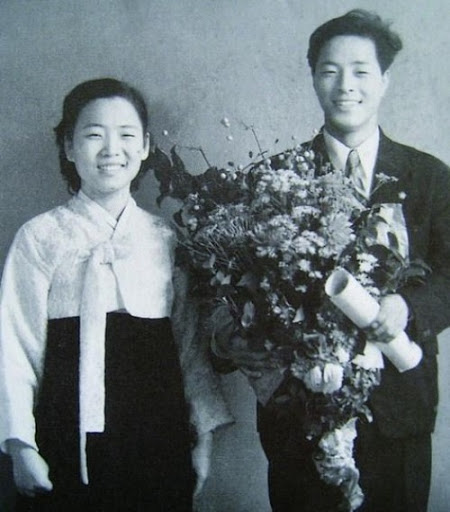
Сон Мён Сун и Ким Ён Сам, 1950 год

Сон окончила начальную школу Джин Ён Дэчхан в Кимхэ, провинция Кёнсан-Намдо, и женскую среднюю школу Масан в Чханвоне. Позже она поступила в Женский университет Ихва, где изучала фармацевтику. В 1951 году, на третьем курсе университета, она вышла замуж за Ким Ён Сама. В 1946 году в университете Ихва было введено новое правило, запрещающее браки среди студентов. Однако с помощью других людей, даже после рождения первого ребёнка, она смогла сохранить свой брак в тайне до окончания учёбы и завершить своё образование.
18 декабря 1992 года Ким Ён Сам был избран президентом Республики Корея. Вступив в должность президента 24 февраля 1993 года, он назначил Сон Мён Сун первой леди Республики Корея. В качестве первой леди она занималась строительством ресторана или гостиной в Голубом доме для обслуживающего персонала, водителей и сотрудниц женского пола. Сон получила высокую оценку за свою скромную помощь и акцент на традиционных ролях женщины.

## Личная жизнь и смерть
Сон Мён Сун и Ким Ён Сам имели пятерых детей: трёх дочерей (Ким Хёён, Ким Хёджон, Ким Хёсук) и двух сыновей (Ким Хёнчхоль, Ким Ынчхоль). Ким Хёнчхоль в настоящее время является исполнительным директором Демократического центра Ким Ён Сама.
Сон Мён Сун скончалась 7 марта 2024 года в возрасте 95 лет от COVID-19.

## Награды
- Республика Корея: Почётный кавалер Большого креста ордена «Мугунхва» (1993)